# 4-硝基苯甲酸乙酯
4-硝基苯甲酸乙酯是一种酯类有机物，化学式为C9H9NO4。它可由4-硝基苯甲酸和乙醇在硫酸催化下回流得到，或由4-硝基苯甲酸甲酯在叔丁胺存在下于乙醇中回流制得。它在含氯化铵和水的溶剂中可以被锌还原为4-羟氨基苯甲酸乙酯。